# Xã St. Albans, Quận Hancock, Illinois
Xã St. Albans (tiếng Anh: St. Albans Township) là một xã thuộc quận Hancock, tiểu bang Illinois, Hoa Kỳ. Năm 2010, dân số của xã này là 377 người.